# Johan Devrindt
Johannes "Johan" Devrindt (Overpelt, 14 d'abril de 1944) fou un futbolista belga de la dècada de 1970.
Els seus principals clubs van ser RSC Anderlecht, PSV Eindhoven, Club Brugge, Lokeren, Winterslag i La Louviere. Fou 23 cops internacional amb la selecció belga de futbol, amb la qual disputà la Copa del Món de futbol de 1970.